# Grenig nagelskivling
Grenig nagelskivling (Dendrocollybia racemosa) är en svampart som först beskrevs av Christiaan Hendrik Persoon, och fick sitt nu gällande namn av R.H. Petersen & Redhead 2001. Grenig nagelskivling ingår i släktet Dendrocollybia och familjen Tricholomataceae.  Arten är reproducerande i Sverige. Inga underarter finns listade i Catalogue of Life.